# Аджани, Изабель
Изабе́ль Ясмина́ Аджани́ (фр. Isabelle Yasmina Adjani; род. 27 июня 1955 года, XVII округ Парижа, Франция) — французская актриса театра, кино и телевидения, певица. Обладательница пяти премий «Сезар» в номинации «Лучшая женская роль» за роли в фильмах «Одержимая» (1981), «Убийственное лето» (1983), «Камилла Клодель» (1988), «Королева Марго» (1994) и «Последний урок» (2008).
Изабель Аджани часто играет невротических, хрупких, загадочных, безумных или психологически неустойчивых персонажей. Аджани известна драматической интенсивностью своих ролей, полной преданностью игре и крайним сочувствием, с которым она относится к каждому из своих персонажей.
Роль Адель Гюго в фильме 1975 года «История Адели Г.» принесла ей первую номинацию на премию Американской киноакадемии «Оскар» в категории «Лучшая актриса». Двадцатилетняя Изабель в своё время стала самой юной номинанткой (англ.) на награду в данной категории. Её вторая номинация, за роль Камиллы Клодель в одноимённом фильме 1988 года сделала её первой французской актрисой, получившей две номинации за фильмы на иностранном языке.
Аджани получила приз как «лучшая актриса» на Каннском кинофестивале 1981 года за свои роли в фильмах: «Одержимая» (1981) и «Квартет» (1981). Позже получила «Серебряного медведя» за «лучшую женскую роль» на Берлинском кинофестивале 1989 года за роль в фильме «Камилла Клодель» (1988). Её другие заметные работы в кино включают фильмы «Жилец» (1976), «Носферату — призрак ночи» (1979), «Подземка» (1985), «Дьяволицы» (1996) и «Красотки в Париже» (2014).

## Ранние годы и образование
Изабель Ясмина Аджани родилась 27 июня 1955 года в XVII округе Парижа, в семье алжирского иммигранта Мохаммеда Шерифа Аджани и Эммы Августы (Густи) Швайнбергер, немки-католички из Баварии.
Эмма познакомилась с отцом актрисы, Мохаммедом Аджани, ближе к концу Второй мировой войны, когда он служил во французской армии. Они поженились и она переехала с ним в Париж, при этом не говоря по-французски. Она попросила мужа изменить имя с Мохаммеда на Шерифа, поскольку оно звучало более «по-американски».
Изабель выросла свободно говоря на французском и немецком языках в Женвилье, северо-западном пригороде Парижа, где её отец работал в гараже. После победы в школьном конкурсе декламации Аджани начала играть в возрасте 12 лет в любительском театре. Она успешно сдала экзамен BAC и в 1976 году посещала аудиторские курсы в Венсенском университете.
У Аджани был младший брат, Эрик, который был фотографом. Он умер 25 декабря 2010 года в возрасте 53 лет.

## Карьера

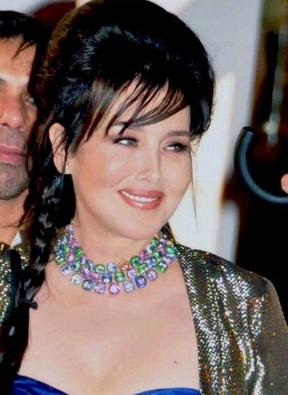
Изабель Аджани на 35-й церемонии вручения премии «Сезар» в 2010 году

В возрасте 14 лет Аджани снялась в своём первом кинофильме, «Уголёк» (1970). Она впервые получила известность как классическая актриса в театре «Комеди Франсез», к которому она присоединилась в 1972 году. Она получила высокую оценку за свою интерпретацию Агнес, главной женской роли в пьесе Мольера «Школа жён» (1973). Вскоре она ушла из театра, чтобы продолжить карьеру в кино.
После незначительных ролей в нескольких фильмах, она пользовалась скромным успехом в 1974 году, в фильме «Пощёчина», который высоко оценил Франсуа Трюффо. Он сразу же дал ей первую главную роль в своём фильме «История Адели Г.» (1975), сценарий к которому он закончил писать пять лет назад. Критики высоко оценили её игру, американский критик Полин Кейл, описывала её актёрские таланты как «изумительные».
За роль в этом фильме она в 20 лет была номинирована на премию «Оскар» за «Лучшую женскую роль», что сделало её самой молодой номинанткой в этой категории в то время (этот рекорд она держала почти 30 лет). Она быстро получила предложения на роли в голливудских фильмах, таких как «Водитель» (1978). Ранее Аджани отказалась от возможности сниматься в таких фильмах, как «Обратная сторона полуночи» (1977). Она описала Голливуд как «город фантастики» и сказала: «Я не американка. Я не росла с такой волей». С другой стороны, Трюффо сказал: «Франция для неё слишком мала. Я думаю, что Изабель создана для американского кино». Она согласилась сняться в «Водителе», потому что была поклонницей первого фильма Хилла «Тяжёлые времена» (1975).

Я думаю, что он замечательный, очень похожий на Говарда Хокса, худой и худощавый. Эта история современна, но также очень стилизована, и роли, которые мы с Райаном играем, похожи на Богарта и Бэколла. Мы оба игроки в душе, и мы не показываем свои эмоции или много говорим. Для нас разговоры — это дёшево. Я действительно довольно таинственная девушка в этом фильме, без имени и без фона. И я должна сказать, что это успокаивает — не иметь жизни позади себя, таким образом, мне не нужно копать глубоко, чтобы играть свою роль. Все что я знаю, это то, что жизнь для меня — это азартная игра, и я неудачница. У меня есть то, что люди называют бесстрастным лицом.Оригинальный текст (англ.)I think he is wonderful, very much in the tradition of Howard Hawks, lean and spare. The story is contemporary but also very stylized, and the roles that Ryan and I play are like Bogart and Bacall. We are both gamblers in our souls and we do not show our emotions or say a lot. For us, talk is cheap. I am really quite a mysterious girl in this film, with no name and no background. And I must say that it is restful not to have a life behind me; this way, I don't have to dig deep to play the part. All I know is that life for me is gambling and I am a loser. I have what people call a poker face.

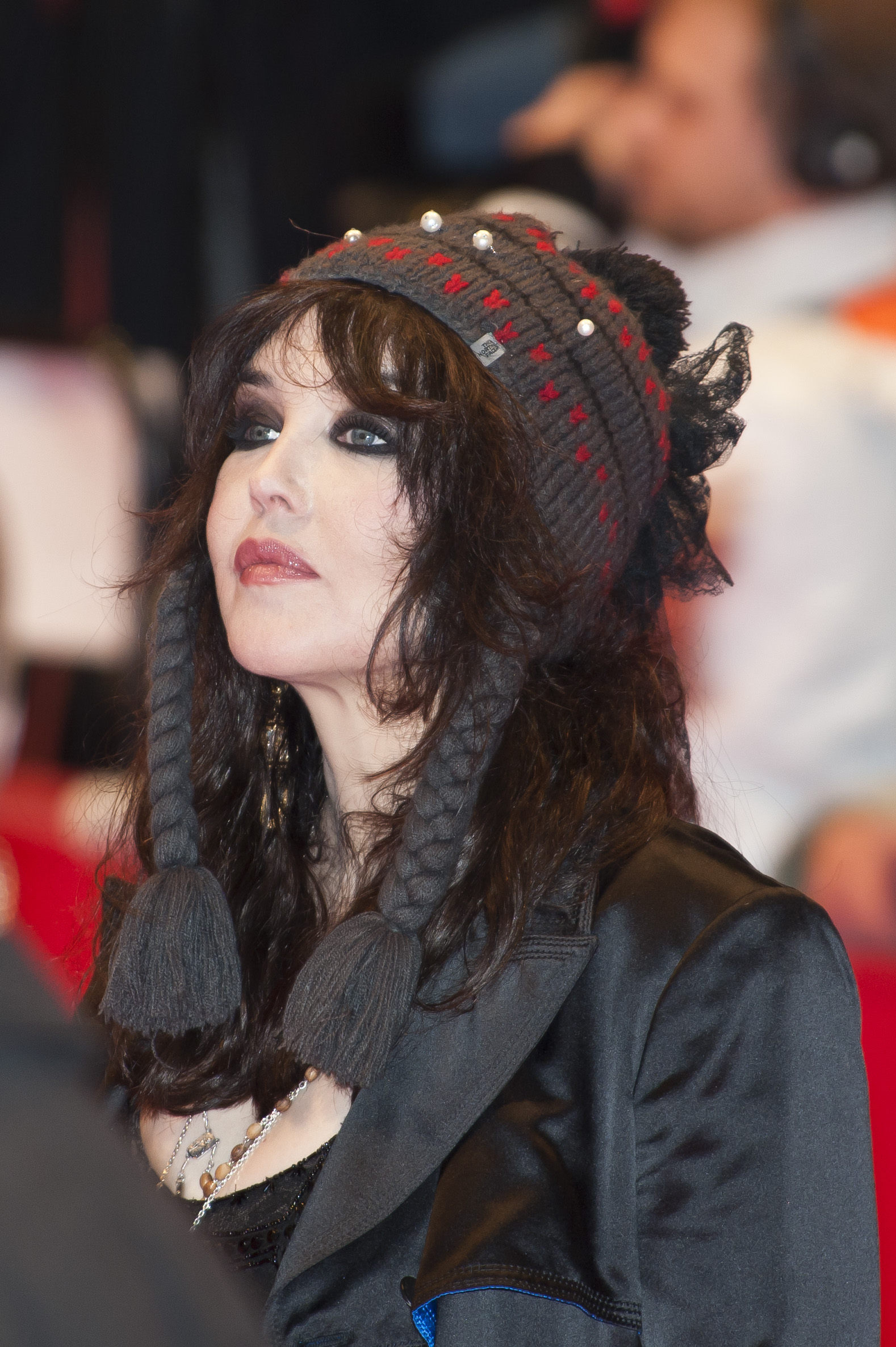
Изабель Аджани на Берлинском кинофестивале в 2010 году

Фильм был показан более 1,1 миллиона раз в родной Франции, но не дал таких результатов в США.
Она сыграла Люси в ремейке 1979 года немецкого режиссера Вернера Херцога «Носферату — призрак ночи», который был хорошо принят критиками и хорошо прошёл в прокате в Европе. Роджер Эберт писал, что она «задействована здесь не только из-за своего красивого лица, но и из-за своего любопытного качества, как будто существующего на эфирном плане». Актёры и съёмочная группа сняли англоязычную и немецкую версии одновременно по запросу «20th Century Fox», американского дистрибьютора, поскольку актёры Клаус Кински и Бруно Ганц, могли играть более уверенно на своём родном языке.
В 1981 году она получила двойную награду Каннского кинофестиваля как лучшая актриса, за свои роли в фильмах: «Квартет», основанном на романе Джин Рис, и в фильме ужасов «Одержимая» (1981). В следующем году она получила свою первую премию «Сезар», за роль женщины, страдающей одержимостью. В 1984 году она выиграла вторую премию «Сезар», за роль мстительной женщины во французском блокбастере «Убийственное лето» (1983). В том же году Аджани выпустила французский поп-альбом «Pull marine», написанный и спродюсированный Сержем Генсбуром. Она снялась в музыкальном клипе на хит заглавной песни «Pull Marine», режиссёром которого был Люк Бессон.
В 1988 году она стала сопродюсером и снялась в биографическом фильме «Камилла Клодель». Она получила третью премию «Сезар» и вторую номинацию на «Оскар» за роль в этом фильме, став первой французской актрисой, получившей две номинации на «Оскар». Фильм также был номинирован на премию «Оскар», в категории «Лучший фильм на иностранном языке».
Изабель Аджани получила четвёртую премию «Сезар», за роль в фильме «Королева Марго» 1994 года, ансамблевую эпопею режиссёра Патриса Шеро. Получив ещё одну статуэтку «Сезар», за роль в фильме «Последний урок» (2008), Аджани стала единственной актрисой, награждённой этой премией пять раз. В этом фильме она сыграла учителя средней школы в беспокойном французском пригороде, которая берёт свой класс в заложники. Премьера фильма состоялась на французском канале «Arte» 20 марта 2009 года, достигнув рекордных 2,2 миллиона зрителей, а затем в кинотеатрах 25 марта 2009 года.

## Личная жизнь

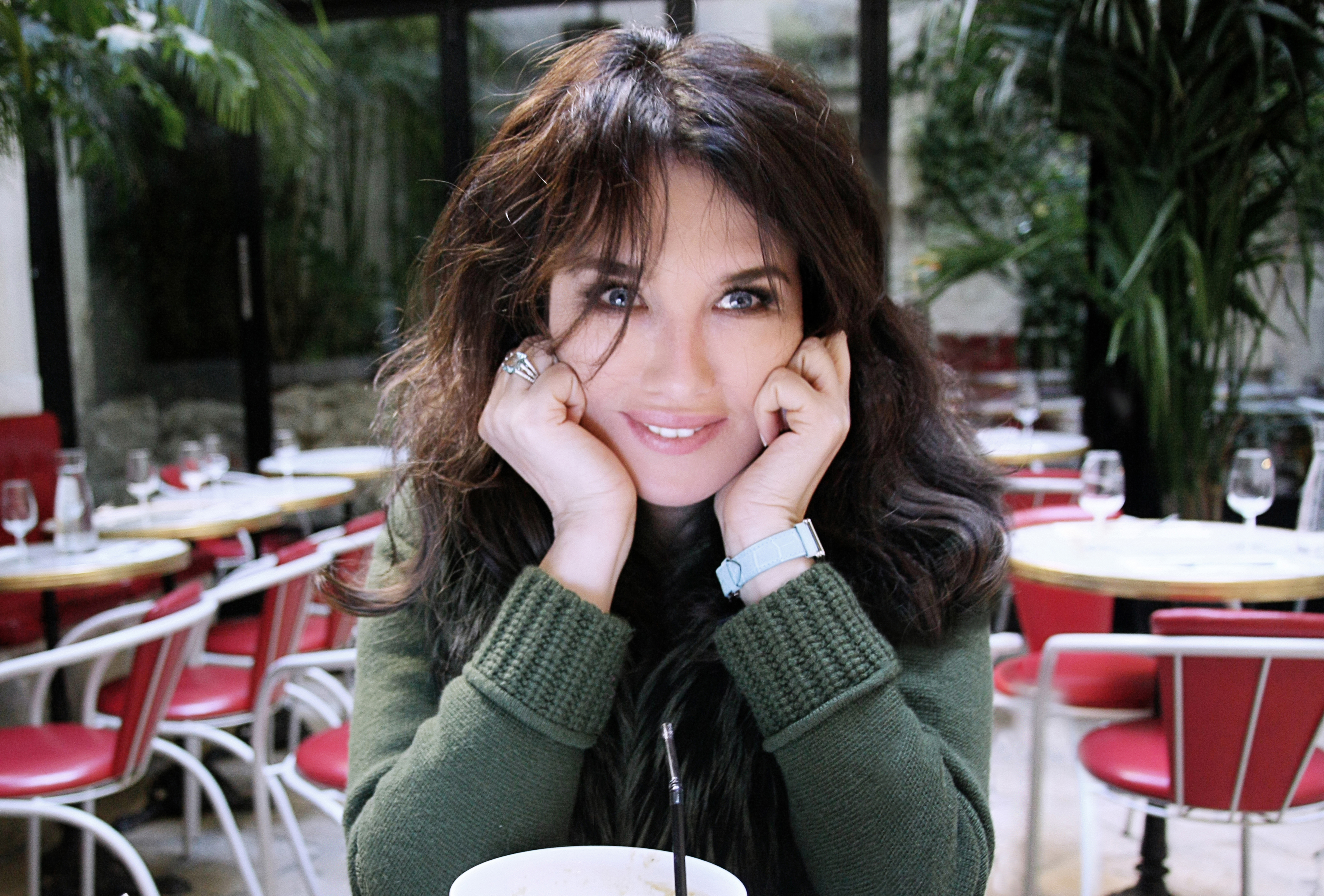
Изабель Аджани в 2012 году

### Отношения
В 1979 году у Аджани родился сын Барнабе Саид-Нюиттен от кинооператора Брюно Нюиттена, которого она позже наняла в качестве режиссёра для руководства своим проектом «Камилла Клодель» (1988), биографическим фильмом о скульпторе Камилле Клодель.
С 1989 по 1995 год у неё были отношения с актёром Дэниелом Дэй-Льюисом, с которым они расстались до рождения их сына, Габриэля-Кейна Дэй-Льюиса.
Позднее актриса была помолвлена с композитором Жаном-Мишелем Жарром, с которым они расстались в 2004 году.
С 2004 по 2009 год Аджани находилась в отношениях с нейрохирургом Стефаном Делажу. Причиной их расставания стала измена с его стороны.

### Политические взгляды
- Аджани активно выступала против антииммигрантских и антиалжирских настроений во Франции[19].
- В 2009 году она подвергла критике заявления Папы Римского Бенедикта XVI, который утверждал, что презервативы не являются эффективным методом профилактики СПИДА[30].
- Также в 2009 году она подписала петицию в поддержку Романа Полански, требуя его освобождения после того, как он был арестован в Швейцарии в связи с обвинением 1977 года в употреблении наркотиков и изнасиловании 13-летней девочки[31].
- В 2017 году Аджани дала интервью Винсенту Жоссу на французской общественной радиостанции «France Inter». Во время интервью она выразила свою неуверенность в отношении вакцин и возражения против обязательной вакцинации[32][33][34][35].

## Фильмография
| Год  |    | Русское название                           | Оригинальное название                   | Роль                           |
| ---- | -- | ------------------------------------------ | --------------------------------------- | ------------------------------ |
| 1970 | ф  | Уголёк                                     | Le Petit bougnat                        | Роза                           |
| 1972 | ф  | Фостин и прекрасное лето                   | Faustine et le Bel Été                  | Камилла                        |
| 1973 | тф | Школа жён                                  | L'École des femmes                      | Агнес                          |
| 1974 | тф | Скупой                                     | L'Avare                                 | Марианна                       |
| 1974 | тф | Секрет фламандцев                          | Le secret des Flamands                  | Мария                          |
| 1974 | ф  | Пощёчина                                   | La Gifle                                | Изабель Дулен                  |
| 1974 | ф  | Ариана                                     | Ariane                                  | Ариана                         |
| 1975 | ф  | История Адели Г.                           | L’Histoire d’Adèle H.                   | Адель Гюго                     |
| 1975 | тф | Ундина                                     | Ondine                                  | Ундина                         |
| 1976 | ф  | Жилец                                      | Le locataire                            | Стелла                         |
| 1976 | ф  | Барокко                                    | Barocco                                 | Лаура                          |
| 1977 | ф  | Виолетта и Франсуа                         | Violette et François                    | Виолетта                       |
| 1978 | ф  | Водитель                                   | The Driver                              | игрок                          |
| 1979 | ф  | Носферату — призрак ночи                   | Nosferatu, Phantom der Nacht            | Люси Харкер                    |
| 1979 | ф  | Сёстры Бронте                              | Les Soeurs Bronte                       | Эмили Бронте                   |
| 1981 | ф  | Клара и симпатяги                          | Clara et les Chics Types                | Клара                          |
| 1981 | ф  | Квартет                                    | Quartet                                 | Мария Зелли                    |
| 1981 | ф  | Одержимая                                  | Possession                              | Анна / Хелен                   |
| 1981 | ф  | В следующем году..., если всё будет хорошо | L'Année prochaine... si tout va bien    | Изабель Марешаль               |
| 1982 | ф  | Огонь и пламя                              | Tout feu, tout flamme                   | Полин Валанс                   |
| 1982 | ф  | Последний фильм ужасов                     | The Last Horror Film                    | в роли самой себя              |
| 1982 | ф  | Антониета                                  | Antonieta                               | Антониета Ривас Меркадо        |
| 1983 | ф  | Смертельная поездка                        | Mortelle randonnée                      | Катарина Лейрис / Люси / Мария |
| 1983 | ф  | Убийственное лето                          | L'été meurtrier                         | Элиана                         |
| 1985 | ф  | Подземка                                   | Subway                                  | Элен                           |
| 1987 | ф  | Иштар                                      | Ishtar                                  | Ширра Ассель                   |
| 1988 | ф  | Камилла Клодель                            | Camille Claudel                         | Камилла Клодель                |
| 1993 | ф  | Ядовитое дело                              | Toxic Affair                            | Пенелопа                       |
| 1994 | ф  | Королева Марго                             | La Reine Margot                         | Марго                          |
| 1996 | ф  | Дьяволицы                                  | Diabolique                              | Миа Баран                      |
| 2002 | ф  | Раскаяние                                  | La Repentie                             | Шарлотта / Лейла               |
| 2002 | ф  | Адольф                                     | Adolphe                                 | Элеонора                       |
| 2003 | ф  | Бон вояж!                                  | Bon voyage                              | Вивьен Денверс                 |
| 2003 | ф  | Мсье Ибрагим и цветы Корана                | Monsieur Ibrahim et les fleurs du Coran | звезда                         |
| 2008 | тф | Фигаро                                     | Figaro                                  | Графиня Альмавива              |
| 2008 | ф  | Последний урок                             | La journée de la jupe                   | Соня Бержерак                  |
| 2010 | ф  | Последний Мамонт Франции                   | Mammuth                                 | Потерянная любовь Сержа        |
| 2011 | ф  | Насильно                                   | De force                                | Клара Дамико                   |
| 2011 | тф | Aïcha, job à tout prix                     | Aïcha, job à tout prix                  | Доктор Ассусса                 |
| 2012 | ф  | Давид и мадам Ансен                        | David et Madame Hansen                  | Мадам Аансен-Бергман           |
| 2013 | ф  | Любовь в Париже                            | Ishkq in Paris                          | Мари-Элиз                      |
| 2014 | ф  | Красотки в Париже                          | Sous les jupes des filles               | Лили                           |
| 2016 | ф  | Кароль Матье                               | Carole Matthieu                         | Кароль Матье                   |
| 2017 | с  | Десять процентов                           | Dix pour cent                           | в роли самой себя              |
| 2018 | с  | Капитан Марло                              | Capitaine Marleau                       | Изабель Ламонт                 |
| 2018 | ф  | Мир принадлежит тебе                       | Le Monde est à toi                      | Дэнни                          |
| 2022 | ф  | Петер фон Кант                             | Peter von Kant                          | Сидони                         |
| 2022 | ф  | Маскарад                                   | Mascarade                               | Марта                          |
| 2022 | с  | Диана де Пуатье                            | Diane de Poitiers                       | Диана де Пуатье                |
| 2023 | ф  | Подельницы                                 | Voleuses                                | Маррейн                        |
| 2025 | с  | Черное солнце (мини-сериал)                | Qui sème le vent                        | Beatrice                       |

## Роли в театре
- «Мещанин во дворянстве» (Мольер) — Люсиль (1972)
- «Скупой» (Мольер) — Мариана (1973)
- «Школа жён» (Мольер) — Агнес (1973)
- «Пор-Рояль[фр.]» (Анри де Монтерлан) — сестра Мари-Франсуаза Евхаристии (1973)
- «Ондине[англ.]» (Жан Жироду) — Ондине (1974)
- «Дом Бернарды Альбы» (Федерико Гарсиа Лорка) — Адела (1974)
- «Фрёкен Юлия» (Август Стриндберг) — Юлия (1983)
- «Дама с камелиями» (Александр Дюма) — Мари Дюплесси (2000)
- «Последняя ночь для Марии Стюарт[фр.]» (Вольфганг Хильдесхаймер) — Мария Стюарт (2006)
- «Родство[фр.]» (Кэри Перлофф) — Она (2014—2015)
- «Любовь и леса[фр.]» (Эрик Рейнхардт) — Разные персонажи (2017)
- «Opening Night» (Кирилл Тесте) — Актриса (2019—2020)

## Награды и номинации

### Государственные награды
- Кавалер Ордена Почётного легиона (2010)[36]
- Командор Ордена Искусств и литературы (2014)[37]

Список предоставлен сайтом IMDb.com.
| Награда                                | Год  | Категория                                          | Работа                   | Результат |
| -------------------------------------- | ---- | -------------------------------------------------- | ------------------------ | --------- |
| Оскар                                  | 1976 | Лучшая женская роль                                | История Адели Г.         | Номинация |
| Оскар                                  | 1990 | Лучшая женская роль                                | Камилла Клодель          | Номинация |
| Сезар                                  | 1976 | Лучшая женская роль                                | История Адели Г.         | Номинация |
| Сезар                                  | 1977 | Лучшая женская роль                                | Барокко                  | Номинация |
| Сезар                                  | 1982 | Лучшая женская роль                                | Одержимая                | Победа    |
| Сезар                                  | 1984 | Лучшая женская роль                                | Убийственное лето        | Победа    |
| Сезар                                  | 1986 | Лучшая женская роль                                | Подземка                 | Номинация |
| Сезар                                  | 1989 | Лучшая женская роль                                | Камилла Клодель          | Победа    |
| Сезар                                  | 1995 | Лучшая женская роль                                | Королева Марго           | Победа    |
| Сезар                                  | 2010 | Лучшая женская роль                                | Последний урок           | Победа    |
| Сезар                                  | 2019 | Лучшая женская роль второго плана                  | Мир принадлежит тебе     | Номинация |
| Каннский кинофестиваль                 | 1981 | Приз за лучшую женскую роль                        | Квартет                  | Победа    |
| Каннский кинофестиваль                 | 1981 | Приз за лучшую женскую роль                        | Одержимая                | Победа    |
| Берлинский кинофестиваль               | 1989 | Премия «Серебряный медведь» за лучшую женскую роль | Камилла Клодель          | Победа    |
| Давид ди Донателло                     | 1976 | Лучшая иностранная актриса                         | История Адели Г.         | Победа    |
| Картахенский кинофестиваль             | 1976 | Лучшая актриса                                     | История Адели Г.         | Победа    |
| Национальный совет кинокритиков США    | 1976 | Лучшая актриса                                     | История Адели Г.         | Победа    |
| Национальное общество кинокритиков США | 1976 | Лучшая женская роль                                | История Адели Г.         | Победа    |
| Нью-Йоркский кружок кинокритиков       | 1976 | Лучшая актриса                                     | История Адели Г.         | Победа    |
| Бэмби                                  | 1980 | Лучшая женская роль                                | Носферату — призрак ночи | Победа    |
| Кинофестиваль в Кабуре                 | 2003 | Лучшая женская роль                                | Адольф                   | Победа    |
| Люмьер                                 | 2010 | Лучшая актриса                                     | Последний урок           | Победа    |
| Globe de Cristal Awards                | 2010 | Лучшая женская роль                                | Последний урок           | Победа    |